# Китойские Гольцы
Кито́йские Гольцы́ (бур. Хүтиин һарьдаг мундарганууд) — горный хребет на юго-востоке Восточного Саяна на территории Республики Бурятия (Россия). Хребет отделяется от Нуку-Дабанского горного узла. П. А. Кропоткин, В. А. Обручев и другие географы «старой школы» именовали этот хребет Китойскими Альпами. Его главный водораздельный гребень протянулся от истоков реки Урик почти строго на восток на 200 км, служа водоразделом бассейнов Урика и Онота на севере и Иркута и Китоя на юге.
Хребет характеризуется резко-расчленённым рельефом. До села Гужир гольцы представляют дикий каменистый массив, с коническими или пирамидальными вершинами, лишены растительности и состоят из каменистых россыпей. В районе рек Белой и Хара-Булуна гольцы образуют «горную страну, покрытую сплошными лесами, пересечённую многочисленными ручьями и речками, извилисто текущими в крутых каменистых берегах среди ущелий, образованных отвесными скалами». Склоны поросли лиственничными и кедровыми лесами, выше 2000 м сменяющимися каменистой горной тундрой. Постепенно понижаясь к низовьям рек Китоя и Белой, Китойские гольцы переходят в цепь холмов и наконец теряются в обширной равнине, расположенной по самому нижнему течению двух вышеуказанных рек.
В пределах хребта имеются месторождения асбеста и графита (Алиберовский графитовый рудник в недрах горы Ботогол). Легендой Китойских Альп является загадочное «золото Дёмина», открытое беглым каторжником в 1860-х годах.